# Elżbieta Zawacka
Elżbieta Zawacka, cunoscută și sub numele ei de război Zo, (pronunție în poloneză [ɛlˈʐbjɛta zaˈvat͡ska]; n. 19 martie 1909, Thorn, Imperiul German – d. 10 ianuarie 2009, Toruń, Polonia) a fost o profesoară universitară poloneză, instructor de cercetași, agent SOE și luptătoare pentru libertate în timpul celui de-al Doilea Război Mondial. A fost avansată general de brigadă al Armatei Poloneze (a doua femeie din istoria Armatei Poloneze care a avut acest grad) de către președintele Lech Kaczyński la 3 mai 2006. Numită uneori „singura femeie dintre Cichociemni”, ea a servit pe post de curier al Armatei Teritoriale, transportând scrisori și alte documente din Polonia ocupată de naziști către guvernul polonez în exil la Londra și înapoi. Ruta ei obișnuită mergea de la Varșovia prin Berlin și Suedia până la Londra. Ea era responsabilă și cu organizarea rutelor pentru alți curieri ai Armatei Teritoriale.

## Biografie
Elżbieta Zawacka s-a născut la Toruń, parte a Partiției Prusace a Poloniei, și a absolvit Universitatea din Poznań în matematică. Când avea 10 ani, în 1919, orașul ei, Toruń, s-a întors în Polonia renăscută, care și-a recâștigat independența în 1918. Și-a promovat diploma de liceu în orașul polonez Toruń. La sfârșitul anilor 1930 a predat la mai multe școli secundare, lucrând simultan ca instructor pentru Przysposobienie Wojskowe Kobiet („Instruirea militară a femeilor”). În timpul Invadării Poloniei din 1939, ea a fost comandant al Antrenamentului Militar al Femeilor din districtul Silezia, participând la apărarea orașului Liov.
În octombrie 1939 s-a alăturat filialei Sileziei a Rezistenței Armate sub numele de război „Zelma”, pe care ulterior l-a schimbat în „Zo”. La sfârșitul anului 1940 a fost transferată la Varșovia și a început să efectueze călătorii de curierat. Ea a fost, de asemenea, șef adjunct al Zagroda, Departamentul de Comunicații Externe al Armatei Teritoriale. În februarie 1943 a călătorit prin Germania, Franța și Spania până la Gibraltar, de unde a fost transportată cu avionul la Londra. În Marea Britanie a urmat un antrenament de parașutism, iar la 10 septembrie 1943 a căzut în Polonia, despre care se spune că este „singura femeie din istoria Silent Unseen” (contestată, deoarece nu finalizase întregul curs de pregătire).
În 1944 Zawacka a luptat în Revolta de la Varșovia și, după înfrângerea acesteia, s-a mutat la Cracovia, unde și-a continuat activitățile subterane. În 1945 s-a alăturat organizației anticomuniste Libertate și Independență (WiN), dar a renunțat la scurt timp după aceea și a preluat un post de profesor.
În 1951 a fost arestată și torturată de Urząd Bezpieczeństwa (Serviciul de Securitate al Ministerului Afacerilor Interne). A fost condamnată la 10 ani de închisoare pentru trădare și spionaj, dar pedeapsa i-a fost scurtată și a fost eliberată în 1955. După eliberarea din închisoare, ea a obținut un doctorat de la Universitatea din Gdańsk. A fost profesor titular la Institutul de Pedagogie de la Universitatea Mikołaj Kopernik din Toruń, unde a înființat departamentul de Andragogie. S-a retras din predare în 1978, după ce Służba Bezpieczeństwa a închis departamentul. Ea a fost un membru activ al Uniunii Mondiale a Soldaților Armatei Interne și a cooperat cu Solidarność în anii 1980.

## Decorații
Elżbieta Zawacka a fost distinsă cu mai multe decorații, printre care:
- Ordinul Vulturului Alb (1995)
- Ordinul Virtuti Militari, Crucea de Argint, de două ori
- Crucea Valorii de cinci ori
- Crucea de Comandant cu Steaua a Ordinului Polonia Restituta, de asemenea decorată cu Crucea Ofițerului
- Crucea de merit de aur cu săbii
- Crucea Armatei Acasă
- Medalia Armatei
- Medalia Pro Memoria

## Galerie

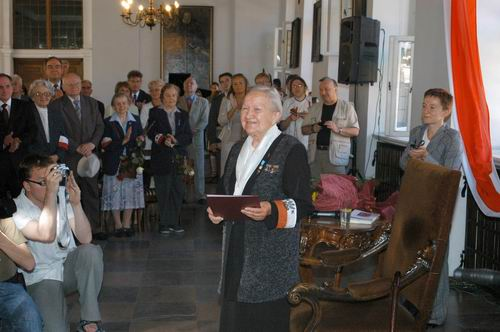
Elżbieta Zawacka în 2006
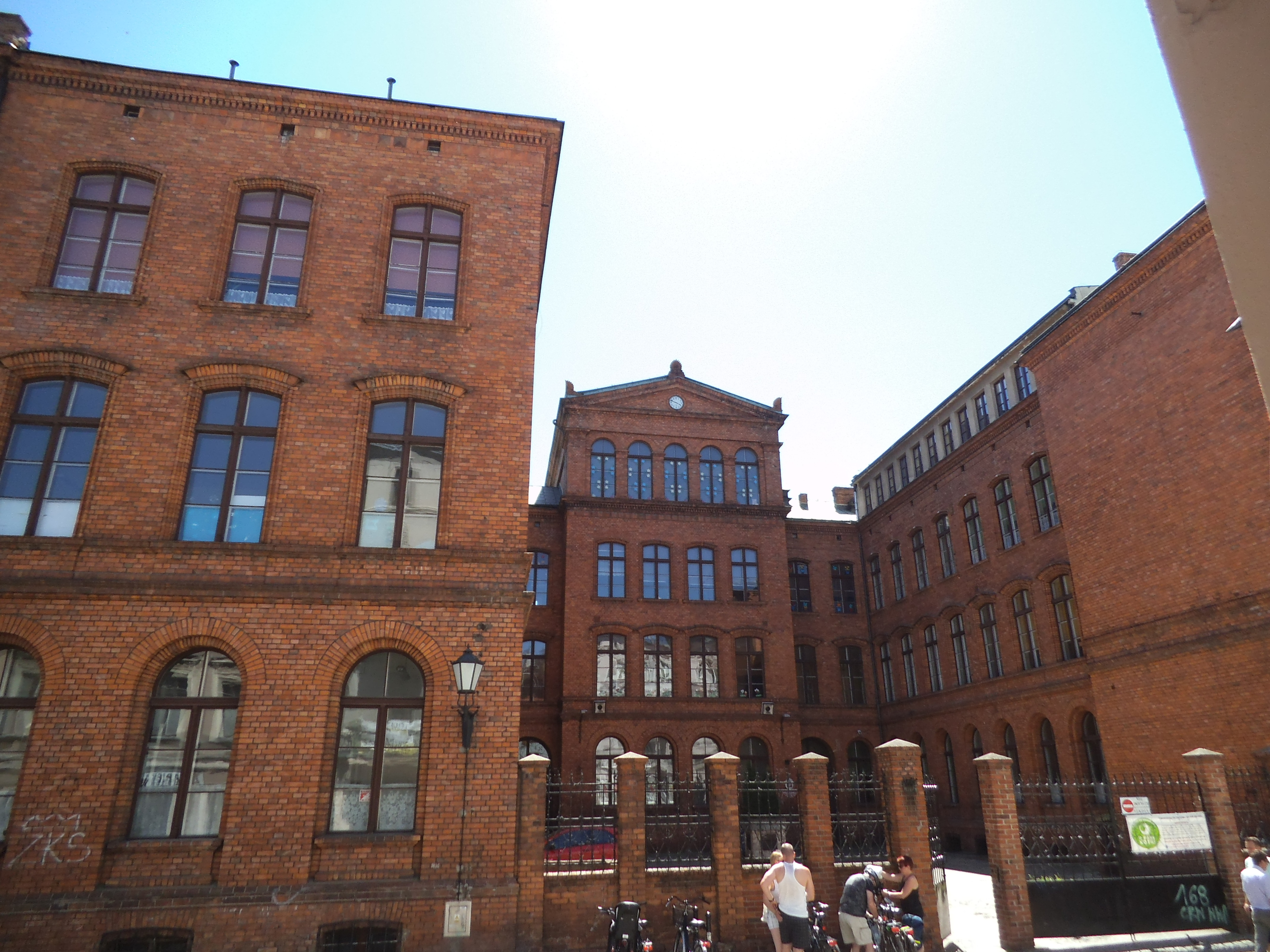
Fostul Liceu Municipal și Liceul Clasic și Umanistic Feminin din Toruń, pe care a absolvit-o, printre altele, gen. prof. Elżbieta Zawacka
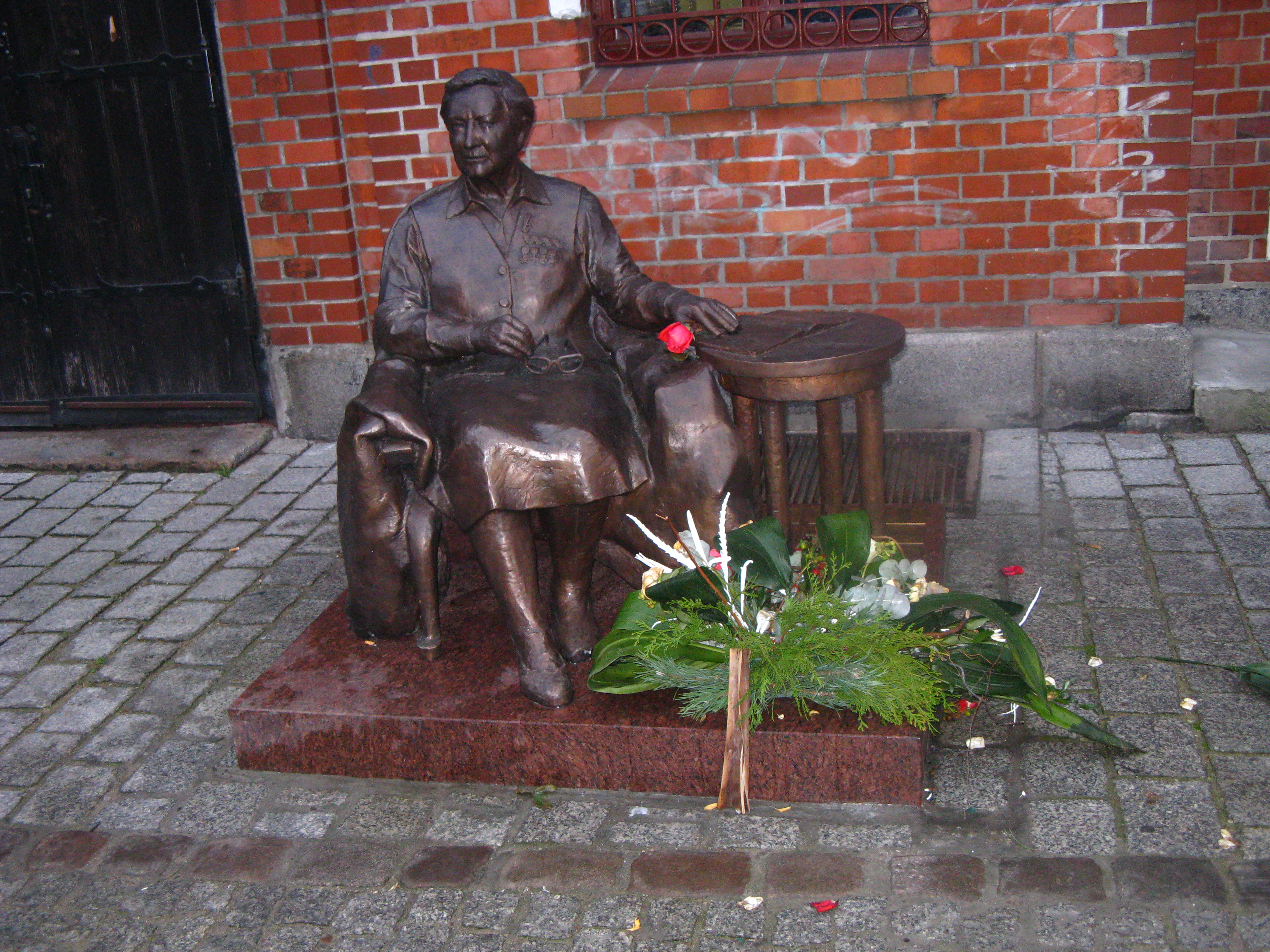
Monumentul lui Elżbieta Zawacka din Torun, dezvelit pe 23 septembrie 2014
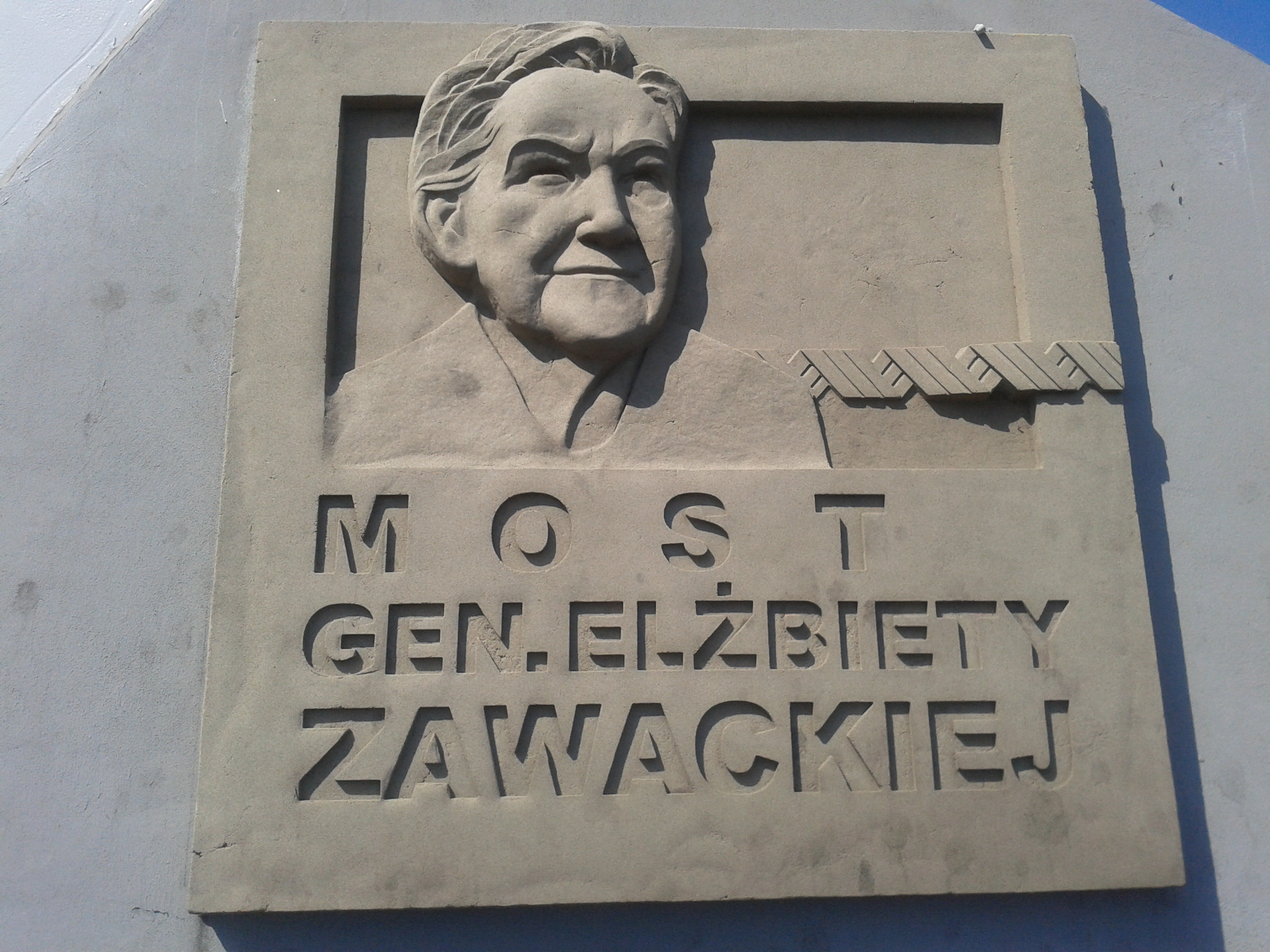
Placă pe podul rutier din Elżbieta Zawacka din Toruń
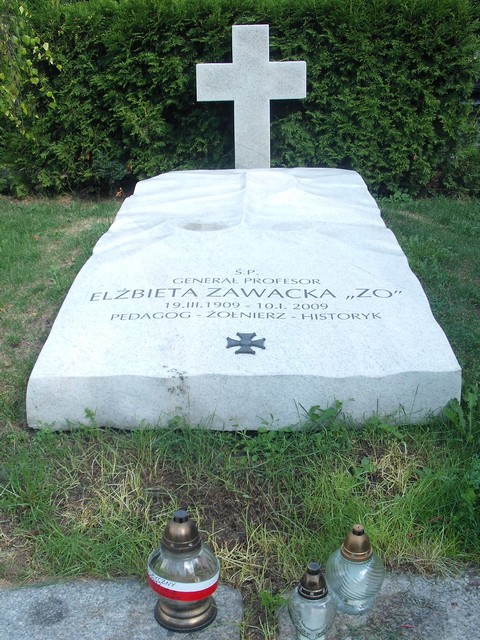
Mormântul lui Elżbieta Zawacka la Cimitirul Sf. Gheorghe din Torun
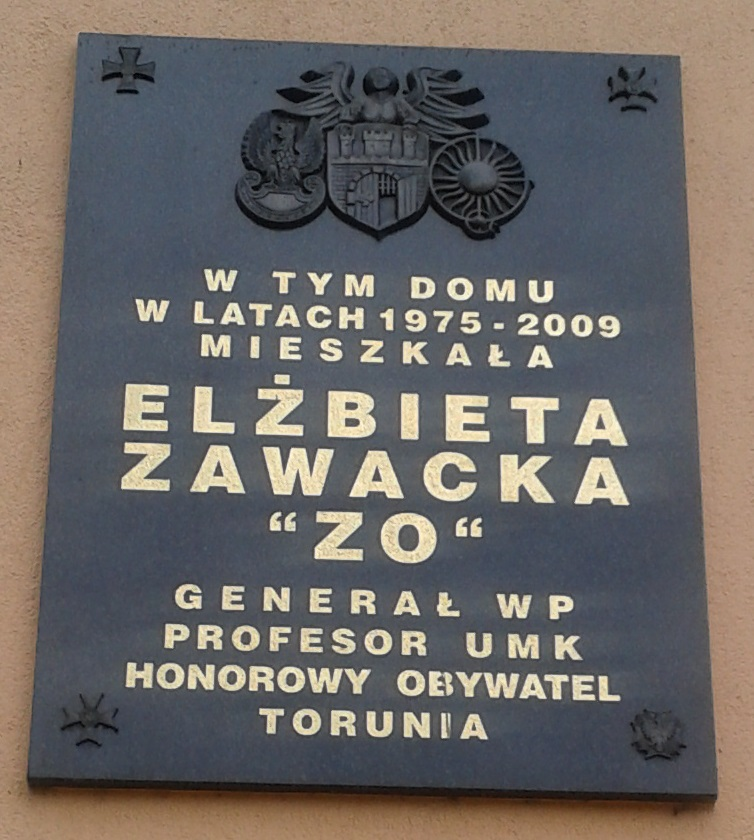
Placă comemorativă de pe blocul de pe strada Gagarina 132-138 din Toruń
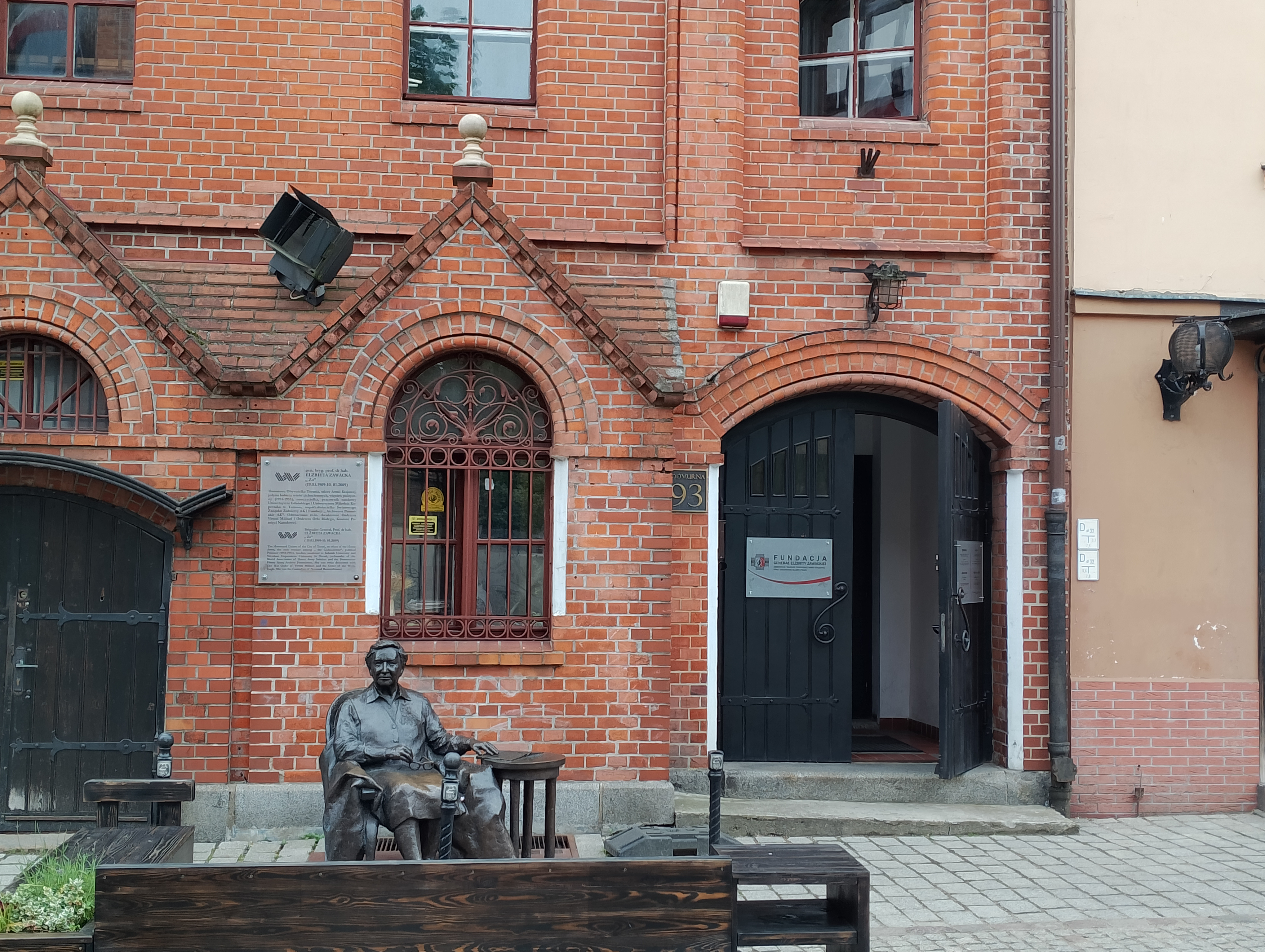
Sediul Fundației Elżbieta Zawacka din Toruń